# Thelma i Louise

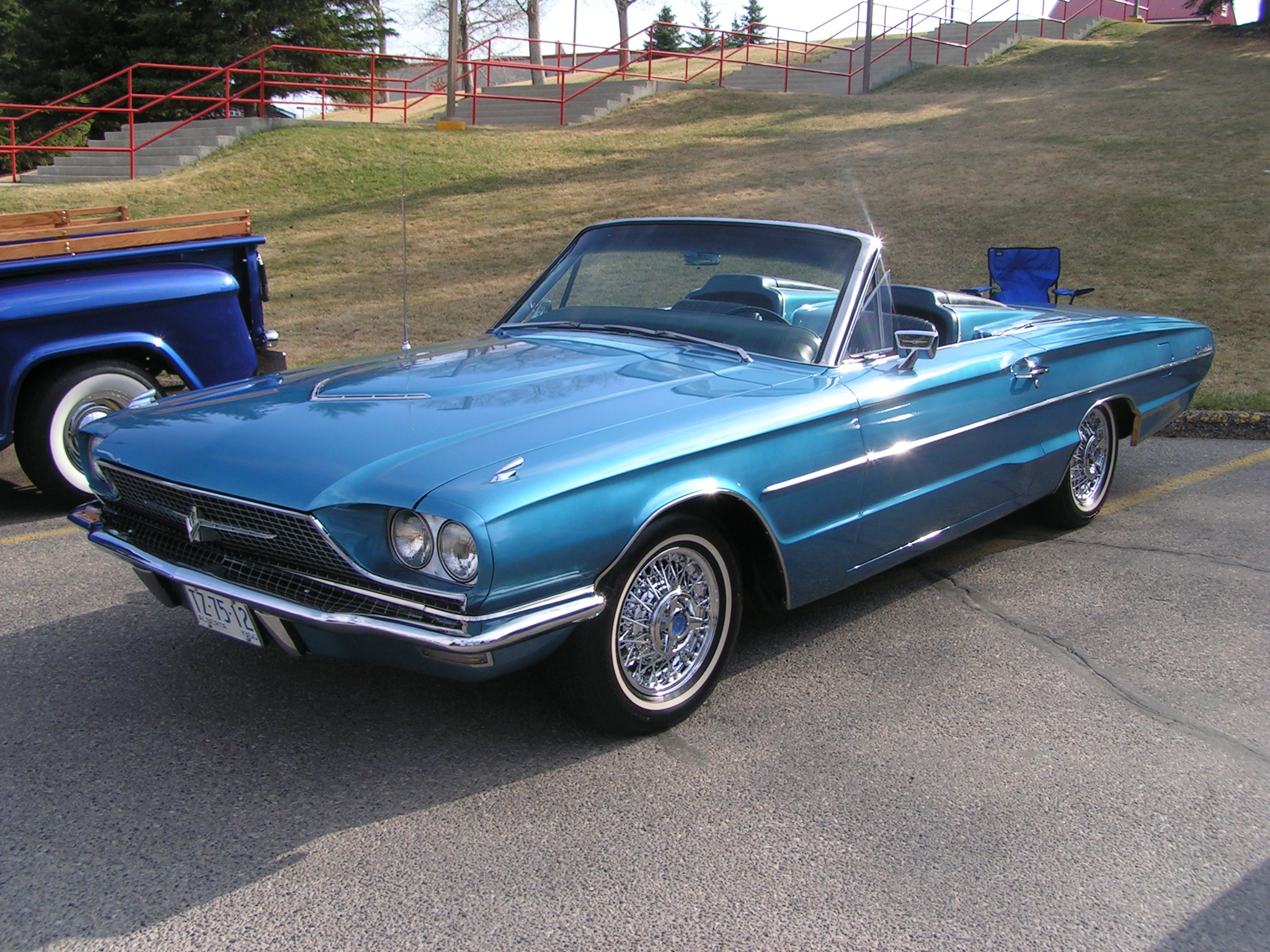
Kabriolet Ford Thunderbird z 1966, takim samochodem podróżują w filmie Thelma i Louise

Thelma i Louise (org. Thelma & Louise) – dramat amerykański z 1991 roku w reżyserii Ridleya Scotta. Jest to nietypowy film drogi, zrywający z tradycją poprzez obsadzenie w rolach głównych kobiet. Fabuła filmu krąży wokół ucieczki Thelmy i Louise od szarej rzeczywistości, ich podróży przez Amerykę i problemów, które napotykają po drodze. W rolach głównych wystąpiły Geena Davis (Thelma) i Susan Sarandon (Louise).

## Obsada
- Geena Davis jako Thelma Dickinson
- Susan Sarandon jako Louise Sawyer
- Harvey Keitel jako detektyw Hal Slocumb
- Michael Madsen jako Jimmy
- Christopher McDonald jako Darryl
- Brad Pitt jako J.D.
- Stephen Tobolowsky jako Max

i inni

## Wersja polska
Wersja polska: Start International Polska

Reżyseria: Janusz Dymek

Udział wzięli:
- Thelma Dickinson – Adrianna Biedrzyńska
- Louise Sawyer – Maria Pakulnis

i inni

## Nagrody
- Oscar za najlepszy scenariusz oryginalny – Callie Khouri.

Ridley Scott, Geena Davis, Susan Sarandon, Adrian Biddle i Thom Noble również byli nominowani do Oscara.
- Nominacja do Cezara za najlepszy film zagraniczny.
- Nominacja do Directors Guild of America Awards.